# Пальма, Джоаккино де
Джоаккино де Пальма (итал. Gioacchino De Palma; род. 21 мая 1940, Бари) — итальянский легкоатлет, выступавший в беге на длинные дистанции и марафонском беге. Участник летних Олимпийских игр 1968 года.

## Биография
Джоаккино де Пальма родился 21 мая 1940 года в итальянском городе Бари.
Выступал в легкоатлетических соревнованиях за СУС («Сентро Университарио Спортиво») из Бари. Дважды становился чемпионом Италии в полумарафоне (1969—1970).
В 1963—1970 годах выступал за сборную Италии в 15 матчевых встречах.
В 1966 году участвовал в чемпионате Европы в Будапеште, где занял 9-е место в марафоне с результатом 2 часа 25 минут 10,6 секунды.
В 1968 году вошёл в состав сборной Италии на летних Олимпийских играх в Мехико. В марафонском беге  до 25-го километра бежал в лидирующей группе, но в итоге занял 31-е место (2:39.58,2), уступив 19 минут 31,8 секунды завоевавшему золото Мамо Волде из Эфиопии.

## Личный рекорд
- Марафон — 2:25.10,6 (4 сентября 1966, Будапешт)[2]